# Moschea Küçük Mecidiye
La moschea Küçük Mecidiye è una moschea imperiale ottomana situata a Istanbul, in Turchia.